# Aldo Donelli
Aldo Donelli (Morgan Township, Greene megye (Pennsylvania), 1907. július 22. – Fort Lauderdale, 1994. augusztus 9.) egykori amerikai válogatott labdarúgó, amerikaifutball-játékos.